# Верхний Тыхтем
Верхний Тыхтем (баш. Үрге Тиктәм) — деревня в Калтасинском районе Республики Башкортостан Российской Федерации. Входит в состав Кельтеевского сельсовета. 

## География

### Географическое положение
Расстояние до:
- районного центра (Калтасы): 12 км,
- центра сельсовета (Большой Кельтей): 5 км,
- ближайшей ж/д станции (Янаул): 80 км.

## Население
| 2002 | 2009 | 2010 |
| ---- | ---- | ---- |
| 291  | ↗298 | ↘258 |

Национальный состав
Согласно переписи 2002 года, преобладающая национальность — удмурты (68 %).